# Green (musikgrupp)
Green, svenskt indiepopband (1992-1995) som hade viss framgång i popkretsar i mitten av  1990-talet och var flitigt spelade i radio. Magnus Fridh, Björn Palmberg och Helen Widmark var efter Greens uppbrott med och bildade popbandet Speaker som skrev kontrakt med Stockholm Records (Polygram) hösten 1995.

## Medlemmar
- Magnus Fridh
- Henrik Langdal
- Björn Palmberg
- Fredrik Persson
- Helen Widmark
- Lars Wirtén

## Diskografi

### Minialbum
- Couldn't Bear To Be Special 1994

### Album
- Schlager 1994

### Singlar
- My Special Applepie 1994
- Comaneci 1995